# Барсуков, Валерий Леонидович
Вале́рий Леони́дович Барсуко́в (14 марта 1928, Москва, РСФСР, СССР — 22 июля 1992, Москва) — советский геолог-геохимик, академик АН СССР (1987), специалист в области геохимии процессов рудообразования и геохимических методов поиска и оценки месторождений полезных ископаемых, космохимии и сравнительной планетологии.

## Биография

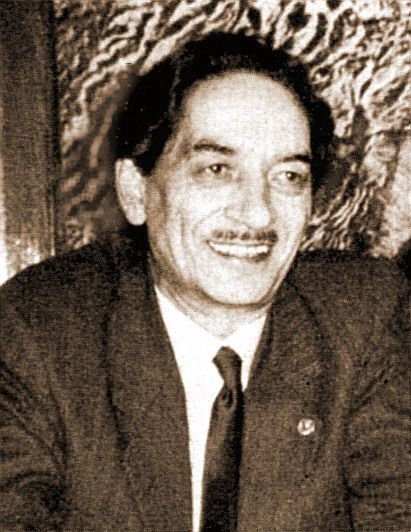
В. Л. Барсуков в кабинете директора ГЕОХИ на фоне фотокарты Венеры (1986)

В 1951 году окончил Московский геологоразведочный институт.
С 1954 года работал в Институте геохимии и аналитической химии имени В. И. Вернадского АН СССР (с 1976 года — директор). Президент Международной ассоциации геохимии и космохимии (1980—1984), вице-президент Международного союза геологических наук (1984—1992).
23 декабря 1976 года избран членом-корреспондентом АН СССР по Отделению геологии, геофизики, геохимии и горных наук, с 23 декабря 1987 года — академик и член Президиума АН СССР.
Скончался 22 июля 1992 года в Москве, похоронен на Новодевичьем кладбище в Москве.

## Научная деятельность
Основные труды по геохимии процессов рудообразования, магматических и лунных пород, а также геохимическим методам поисков, оценки и прогноза месторождений рудных полезных ископаемых. Описал механизм формирования олово-рудных месторождений и определил основные черты химизма образования месторождений боратов. Занимался работами по геохимическим методам прогноза землетрясений. 
Внёс большой вклад в организацию исследований планет с помощью автоматических космических станций. Выполнил исследования по геохимии и геологии планеты Венера по данным, полученным со станций «Венера-13, 14, 15 и 16». Участвовал в разработке перспективных программ космических исследований Марса и его спутника Фобоса.

## Награды и звания
- 1976 — орден Трудового Красного Знамени
- 1981 — орден Дружбы Народов
- 1982 — золотая медаль ВДНХ СССР за геохимическую интерпретацию данных по химическому составу пород Венеры.
- 1983 — Государственная премия СССР за исследование состава горных пород планеты Венера с помощью автоматических станций «Венера-13» и «Венера-14».
- 1984 — Государственная премия СССР за исследование Луны и планет[6]
- 1985 — орден Ленина за заслуги в создании новых видов специальной техники[6]
- 1986 — Трудового Красного Знамени
- 1986 — золотая медаль ВДНХ СССР за геохимическую интерпретацию результатов эксперимента, проведённого с помощью рентгено-флуоресцентного спектрометра БДРП-АМ25 по определению химического состава породы на Венере.
- 1987 — Золотая медаль имени В. И. Вернадского АН СССР за серию работ по проблеме «Сравнительная планетология и геохимия внеземного вещества»[7].
- 1987 ― золотая медаль ВДНХ СССР за разработку планетологических исследований; химико-петрологический анализ данных по составу пород Луны и Венеры; интерпретацию результатов исследования атмосферы Венеры.
- 1988 — большая памятная медаль ВДНХ СССР за пропаганду новейших достижений отечественной науки в области исследования космических объектов и непосредственное участие в создании комплекса работ по космической тематике и составление программы исследования Венеры на космических аппаратах «Вега—1», «Вега—2», «Венера—13» и «Венера—14». За объяснение происхождения и истории формирования венерианских пород и атмосферы Венеры, что позволило подтвердить идеи В. И. Вернадского о происхождении Земли.
- 1988 - Почётный гражданин г. Провиденса, шт. Род-Айленд, США, за развитие международного сотрудничества.
- 1989 — золотая медаль ВДНХ СССР за создание научной концепции исследований Солнечной системы с помощью космических средств.

## Память
В честь В. Л. Барсукова названы:

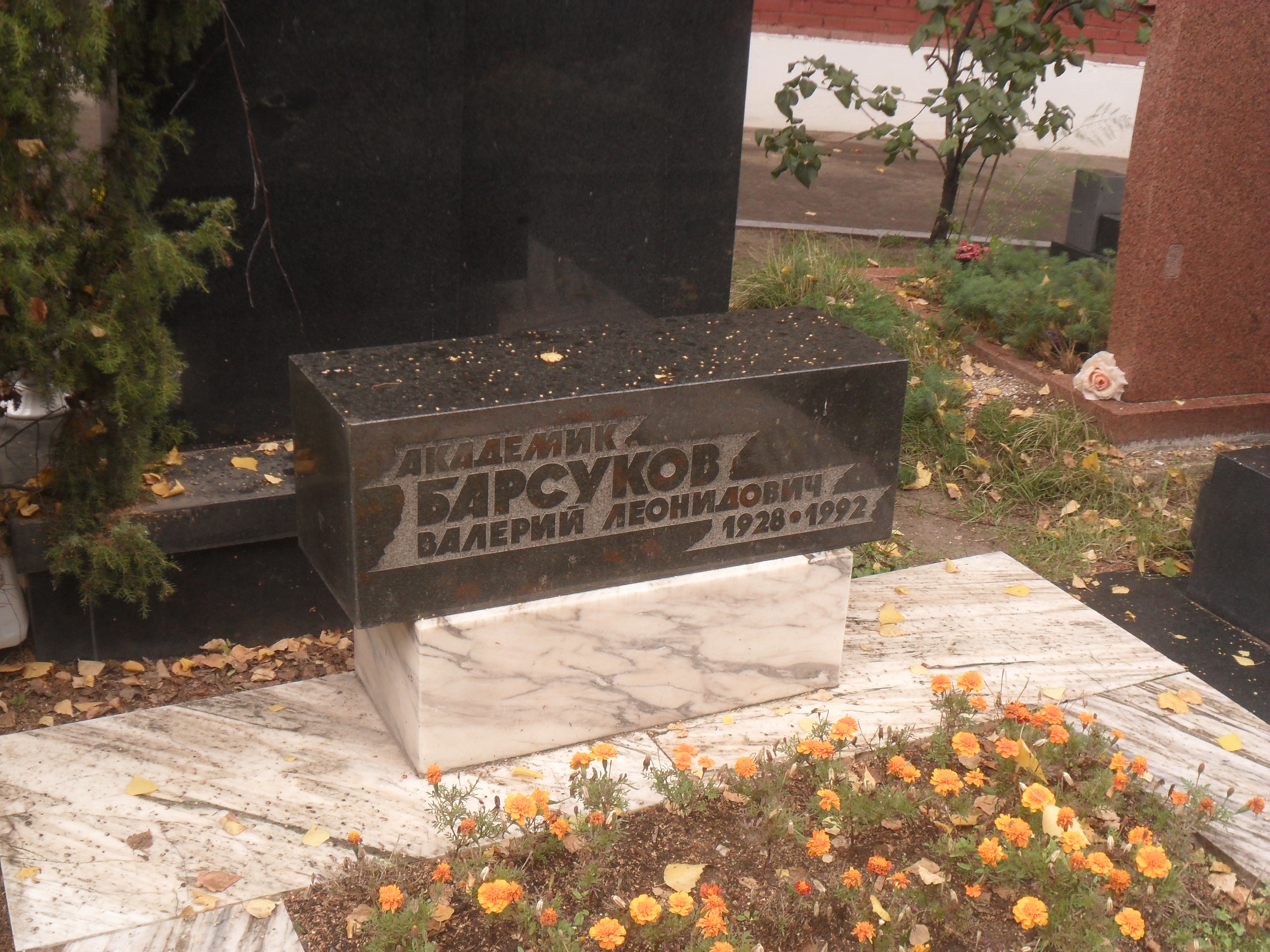
Могила В. Л. Барсукова на Новодевичьем кладбище Москвы

- Подводная гора Барсукова (Barsukov Seamount) на дне Атлантического океана (61°03' ю. ш., 29°12' з. д., вершина расположена на глубине 658 метров).
- Kратер Барсуков (Barsukov) на Марсе[8] диаметром 68 км, а сухое русло вытекавшей из этого кратера древней реки (длина 150 км), названо долина Си́линка (Silinka Vallis)[9] по названию небольшой реки на Дальнем Востоке (левый приток реки Амур), где В. Л. Барсуков проводил исследования горных пород, содержащих олово.

## Основные работы
- Геохимия эндогенного бора. — М., 1968 (в соавт. с С. М. Александровым и В. В. Щербиной);
- Основные черты геохимии олова. — М., 1974;
- Грунт из материкового района Луны // Отв. ред. В. Л. Барсуков, Ю. А. Сурков. — М.: Наука, 1979. — 708 с.
- Геохимические методы поисков рудных месторождений. М., 1981 (соавт.);
- Планета Венера (атмосфера, поверхность, внутреннее строение) // Отв. ред. В. Л. Барсуков, В. П. Волков. — М.: Наука, 1989. — 482 с.
- Геохимические методы прогноза землетрясений. М., 1992 (соавт.).